# Pleolipoviridae
Règne
Embranchement
Classe
Ordre
Famille
Les Pleolipoviridae sont une famille de virus à ADN qui infectent les archées,. Cette famille a la particularité d'être seule de l'ordre des Haloruvirales, lui-même seul ordre de la classe des Huolimaviricetes, seule classe de l'embranchement des Saleviricota, seul embranchement du règne des Trapavirae.

## Taxonomie
La famille contient les genres suivants :
- Alphapleolipovirus (5 espèces) ;
- Betapleolipovirus (9 espèces) ;
- Gammapleolipovirus (1 espèce).